# Acanthermia carbonelli
Acanthermia carbonelli là một loài bướm đêm trong họ Noctuidae.